# Jean-Christophe Meurisse
Jean-Christophe Meurisse (nascut el 1975) és un director de cinema i de teatre francès.

## Biografia
Jean-Christophe Meurisse va créixer a Vannes i va descobrir el teatre als 21 anys mentre estudiava a la Facultat de Lletres de Rennes.
Actor format a l'Escola Regional d'Actors de Cannes (ÉRAC), va actuar per a Simone Amouyal, Catherine Marnas i Vincent Macaigne. Jean-Christophe Meurisse es va convertir ràpidament en director de teatre en fundar el col·lectiu Les Chiens de Navarre. Jean-Christophe Meurisse va inventar així, a principis dels anys 2000, un teatre basat en la improvisació.
L’espectacle Une raclette es va crear el juny de 2009 en el marc del festival TJCC al Théâtre de Gennevilliers i després es va representar al Théâtre de Vanves, a La Rose des vents, al Centre Pompidou, al Théâtre des Bouffes du Nord, al Festival d’Orlhac, al TAP Poitiers, al Théâtre de la Liberté a Toló ei a les Subsistances artistiques de Lió.
El setembre de 2010, el Centre Pompidou li va oferir carta blanca. Va crear una sèrie de representacions de més de trenta hores de durada titulades Pousse ton coude dans l'axe. Algunes d'aquestes actuacions es van reimprimir més tard a actOral.
El setembre de 2012, Jean-Christophe Meurisse va dirigir el seu primer migmetratge, Il est des nôtres, produït per ECCE Films. El setembre de 2013, la pel·lícula va rebre el Premi del Públic i el Premi a la Millor Interpretació per a tot el repartiment al Festival Silhouette a París.
El novembre de 2012, les Chiens de Navarre van crear Les danseurs ont apprécié la qualité du parquet, el primer treball coreogràfic de la companyia, a la Ménagerie de Verre en el marc del Festival Les Inacoutumés.
Meurisse va dirigir el llargmetratge Apnée, presentat al 69è Festival Internacional de Cinema de Canes, en una projecció especial de la selecció de la Setmana de la Crítica.
El seu segon llargmetratge, Oranges sanguines, també presentada al 74è Festival Internacional de Cinema de Canes, fou estrenada el 2021. El 2024, va es trenar Les Pistolets en plastique.

## Filmografia

### Cinema
- 2013 : Il est des nôtres (curtmetratge)[14]
- 2016 : Apnée
- 2021 : Oranges sanguines
- 2024 : Les Pistolets en plastique

### Televisió
- 2021 : La Meilleure Version de moi-même

## Teatre
- Chiens de Navarre: une raclette (creació 2008 i recreació juiny 2009)
- L'autruche peut mourir d'une crise cardiaque en entendant le bruit d'une tondeuse à gazon qui se met en marche (creació en novembre 2009)
- Pousse ton coude dans l'axe (creació en setembre 2010)
- Nous avons les machines (creació en gener 2012)
- Quand je pense qu'on va vieillir ensemble (creació en febrer 2013)
- Les danseurs ont apprécié la qualité du parquet (creació en novembre 2012)
- Les armoires normandes (creació en febrer 2015)
- Jusque dans vos bras (creació en juny 2017)
- Tout le monde ne peut pas être orphelin (creació en juny 2018)
- La peste c'est Camus, mais la grippe est-ce Pagnol ? (creació en octubre 2020)
- La vie est une fête (creació en juny 2022)
- L'Île de dieu de Gregory Motton, posada en escena Catherine Marnas, 2000[15]
- Marat-Sade des Peter Weiss, posada en escena Simone Amouyal, 2000

## Distincions
- 2013 : Premi del públic al Festival Silhouette a París pwr Il est des nôtres
- 2013 :  Premi al millor curtmetratge del Sindicat Francesa de Crítics de Cinema 2013 per Il est des nôtres
- 2019 : Topor Télérama « des Aboiements d’Henri IV »[16]